# Wolfgang Schaefer
Wolfgang Schaefer (* 6. Juni 1934 in Halberstadt; † 12. Juni 2003) war ein deutscher Politiker der SPD. Er war von 1994 bis 1998 Finanzminister des Landes Sachsen-Anhalt und von 1998 bis 2002 Präsident des Landtages von Sachsen-Anhalt.

## Leben und Beruf
Nach dem Besuch der Oberschule studierte er Physik an der Martin-Luther-Universität Halle-Wittenberg. Nach erfolgreichem Abschluss war in der Filmfabrik Wolfen im Labor für Analysenmesstechnik beschäftigt. Hier wurde er mit leitenden Tätigkeiten im Bereich Rekonstruktions- und Investitionsmaßnahmen betraut. Infolge der Maßregelung als Feind der  SED 1972 wurden Schaefer sämtliche Leitungsfunktionen verwehrt.
Schaefer war verheiratet und hatte ein Kind.

## Partei
1989 trat Schaefer in die Sozialdemokratische Partei in der DDR (SDP) ein.
Ab 1992 war er im Landesvorstand der SPD. 

## Politische Mandate
Schaefer wurde 1990 in den Kreistag von  Bitterfeld gewählt. Hier war er als Beigeordneter/Dezernent für Wirtschaft tätig. Im Juni 1994 wurde er Stadtrat von Bitterfeld. 
Schaefer war seit der 1. Wahlperiode Mitglied des Landtages. Hier bekleidete er von 1998 bis 2002 den Posten des Landtagspräsidenten. Er vertrat im Landtag den Wahlkreis Bitterfeld. Wolfgang Schaefer war im ersten Kabinett von Reinhard Höppner (1994 bis 1998) Finanzminister.

## Quelle
- Landtag von Sachsen-Anhalt 3. Wahlperiode 1998–2002. Neue Darmstädter Verlagsanstalt.